# Morro do Ribeirão
Le morro do Ribeirão, avec ses 519 m d'altitude, est le point culminant de l'île de Santa Catarina, dans l'État brésilien de Santa Catarina.
Il se situe dans le district de Ribeirão da Ilha, au sud-ouest de l'île, non loin des rivages de la baie Sud.